# Jérôme Rothen
Jérôme René Marcel Rothen (Châtenay-Malabry, 31 maart 1978) is een voormalig Frans voetballer. Hij stond sinds mei 2011 onder contract bij SC Bastia, dat in de Ligue 1 uitkwam. Daarvoor speelde hij onder andere voor AS Monaco en Paris Saint-Germain. Hij speelde 13 interlands voor Frankrijk.

## Begin van carrière
Rothen begon op vijfjarige leeftijd met voetballen bij de Franse amateurclub AS Meudon en later bij Versailles. Op jonge leeftijd bleek al dat Rothen een talent was en daarom ging hij in 1991, op veertienjarige leeftijd, voetballen bij INF Clairefontaine. Dit is het Franse voetbalinstituut waar jonge Franse voetballers een voetbalopleiding krijgen. Bekende spelers als Nicolas Anelka en Louis Saha hebben hier gespeeld. Gedurende de opleiding van Rothen speelde hij onder andere samen met William Gallas en Thierry Henry. Na drie jaar gespeeld te hebben bij Clairefontaine, vertrok Rothen naar zijn eerste profclub.

## SM Caen
In het seizoen 1994/1995, werd Rothen voor het eerst aangetrokken door een profclub. Dit was SM Caen, een club uit de regio Laag-Normandië. Rothen was 17 toen hij overgenomen werd. Uiteindelijk zou hij 6 jaar voor de club uitkomen, van 1994 tot en met 2000. In zijn eerste seizoen bij de club degradeerden ze van de Ligue 1 naar de Ligue 2. Het jaar daarop promoveerden ze echter weer meteen. Ze speelden niet voor lange duur weer op het hoogste niveau, namelijk maar één seizoen. Daarna degradeerde Rothen weer met de club naar de tweede divisie van Frankrijk. Tot en met zijn vertrek in 2000 bleef hij met Caen ook in die competitie spelen. In totaal speelde hij 98 wedstrijden voor de club, waarin hij elfmaal het net vond.

## ES Troyes AC
In de zomer van 2000 werd Rothen overgenomen van SM Caen door ES Troyes AC. In het eerste seizoen speelde hij nog steeds in de Ligue 2. Hij wist echter te promoveren met de club en daardoor speelde hij in het seizoen 2001/2002 weer op het hoogste niveau in Frankrijk. In 2001 was FC Nantes Atlantique in Rothen geïnteresseerd, maar een transfer werd niet gerealiseerd. In 2002 verliet daarentegen Rothen de club. Hij ging niet naar Nantes, maar naar AS Monaco. Bij Troyes speelde hij in twee seizoenen vijftig wedstrijden. Daarin scoorde hij vier keer.

## AS Monaco
In 2002 ging Rothen voor het eerst bij een topclub, AS Monaco, spelen. Hier was het ook waar hij zijn, tot nu toe, grootste successen behaalde. Hij groeide uit, samen met Ludovic Giuly en Sébastien Squillaci, tot een van de belangrijkste spelers van het team. Tijdens zijn periode bij de club uit het kleine prinsdom, was het ook dat hij voor het eerst opgeroepen werd voor het Franse nationale team. Hij won de Coupe de la Ligue met de club en haalde ook de finale van de Champions League. Die werd echter verloren met 3-0 van FC Porto. Dat Champions League seizoen speelde hij ook tegen onder andere PSV Destijds werd hij beschouwd als de David Beckham van de linkerflank. Na twee seizoenen verliet hij de club alweer. In totaal speelde hij er 86 wedstrijden, waarin hij 5 doelpunten maakte.

## Paris Saint-Germain
Rothen is geboren in Châtenay-Malabry in de zuidelijke banlieue van Parijs. Zijn droom kwam dan ook tot werkelijkheid, toen hij in 2004 overgenomen werd door zijn favoriete club, Paris Saint-Germain. De Parijzenaren betaalden €10 miljoen voor de Fransman. Alhoewel hij de Coupe de France met de club won, verminderde zijn vorm bij PSG. Dit kwam mede door een aantal blessures die Rothen opliep. In het seizoen 2006/2007 moest hij met Saint-Germain, wat de te boek staat als een topclub, zelfs vechten tegen degradatie. Uiteindelijk werd de club nog vijftiende in de competitie, drie plaatsen boven de degradatiestreep. Vanwege zijn vormverlies wordt Rothen tegenwoordig minder vaak opgeroepen voor het Franse Elftal dan voorheen het geval was. Tot nu toe heeft hij 75 wedstrijden voor de club uit de Franse hoofdstad gespeeld. Daarin scoorde hij viermaal.

## Ankaragücü
In het seizoen 2009–2010 speelt hij op huurbasis bij de Turkse eersteklasser Ankaragücü.

## SC Bastia
In mei 2011 tekende hij een tweejarig contract bij SC Bastia, dat net gepromoveerd was naar de Ligue 2. In zijn eerste seizoen met Bastia promoveerde hij naar de Ligue 1. Hij scoorde vier doelpunten uit 32 competitiewedstrijden in zijn eerste seizoen.

## Interlandcarrière
Op 29 maart 2003 maakte Rothen zijn debuut in het Franse nationale team. Dit was in de wedstrijd die gespeeld werd tegen Malta. De einduitslag was 6-0 in het voordeel van de Fransen. Ook maakte Rothen deel uit van de selectie die naar Portugal reisde, om deel te nemen aan Euro 2004. Hij speelde daar alleen in de verloren kwartfinale tegen de uiteindelijk winnaar, Griekenland, als wissel. Een jaar daarvoor maakte hij al deel uit van de selectie die de Confederations Cup won. Door zijn vormverlies bij Paris Saint-Germain mocht Rothen niet mee naar het WK 2006 in Duitsland.

## Erelijst
Troyes
- UEFA Intertoto Cup: 2001

 Monaco
- Coupe de la Ligue: 2002/03

 Paris Saint-Germain
- Coupe de France: 2005/06
- Coupe de la Ligue: 2007/08

 Bastia
- Ligue 2: 2011/12

 Frankrijk
- Confederations Cup: 2003